# Highway to Hell Tour
Highway to Hell Tour – piąta trasa koncertowa grupy muzycznej AC/DC, w jej trakcie odbyło się 101 koncertów.

## Program koncertów

### Początek trasy w Europie
1. „Live Wire”
2. „Problem Child”
3. „Sin City”
4. „Walk All Over You”
5. „Shot Down in Flames”
6. „Bad Boy Boogie”
7. „The Jack”
8. „Highway to Hell”
9. „Whole Lotta Rosie”
10. „Rocker”
11. „Dog Eat Dog”
12. „Let There Be Rock”
13. „If You Want Blood You’ve Got It"

### Europa
1. „Live Wire”
2. „Shot Down in Flames”
3. „Hell Ain’t a Bad Place to Be”
4. „Sin City”
5. „Walk All Over You”
6. „Bad Boy Boogie”
7. „The Jack”
8. „Highway To Hell”
9. „High Voltage”
10. „Girls Got Rhytm”
11. „Whole Lotta Rosie”
12. „Rocker”
13. „If You Want Blood You’ve Got It”
14. „T.N.T.”
15. „Let There Be Rock"

### USA
1. „Live Wire”
2. „Shot Down in Flames”
3. „Walk All Over You”
4. „Hell Ain’t a Bad Place to Be”
5. „Sin City”
6. „Problem Child”
7. „Bad Boy Boogie”
8. „The Jack”
9. „Highway to Hell”
10. „High Voltage”
11. „Whole Lotta Rosie”
12. „Rocker”
13. „If You Want Blood You’ve Got It”
14. „Let There Be Rock"

## Lista koncertów
1. 13 lipca 1979 – Arnhem, Holandia – Rijnhal
2. 17 sierpnia 1979 – Bilzen, Belgia – Haffmans Park
3. 18 sierpnia 1979 – Londyn – Stadion Wembley
4. 20 sierpnia 1979 – Dublin, Irlandia – Olympic Ballroom
5. 21 sierpnia 1979 – Dublin, Irlandia - Olympic Ballroom
6. 23 sierpnia 1979 – Belfast, Irlandia Północna – Ulster Hall
7. 24 sierpnia 1979 – Belfast, Irlandia Północna - Ulster Hall
8. 27 sierpnia 1979 – Aix-les-Bains, Francja – Verdure Theatre
9. 28 sierpnia 1979 – Monachium, Niemcy – ZDF Studios
10. 1 września 1979 – Norymberga, Niemcy – Zeppelinfield
11. 5 września 1979 – Oakland, Kalifornia, USA – Oakland Civic Arena
12. 6 września 1979 – Reno, Nevada, USA – UNR Gym
13. 7 września 1979 – Santa Cruz, Kalifornia, USA – Santa Cruz Civic Auditorium
14. 8 września 1979 – Fresno, Kalifornia, USA – Warnors Theatre
15. 9 września 1979 – San Diego, Kalifornia, USA – San Diego Sports Arena
16. 10 września 1979 – Long Beach, Kalifornia, USA – Long Beach Arena
17. 13 września 1979 – Amarillo, Teksas, USA – Amarillo Civic Center
18. 14 września 1979 – Lubbock, Teksas, USA – Lubbock Municipal Auditorium
19. 15 września 1979 – Midland, Teksas, USA – Chaparral Center
20. 16 września 1979 – El Paso, Teksas, USA – El Paso County Coliseum
21. 18 września 1979 – McAllen, Teksas, USA – La Villa Real Convention Center Arena
22. 19 września 1979 – Corpus Christi, Teksas, USA – Memorial Coliseum
23. 20 września 1979 – Houston, Teksas, USA – Houston Music Hall
24. 21 września 1979 – Dallas, Teksas, USA – Dallas Convention Center Arena
25. 22 września 1979 – San Antonio, Teksas, USA – San Antonio Convention Center Arena
26. 24 września 1979 – Beaumont, Teksas, USA – Beaumont Civic Auditorium
27. 26 września 1979 – Memphis, Tennessee, USA – Dixon-Myers Hall
28. 27 września 1979 – Nashville, Tennessee, USA – Nashville Municipal Auditorium
29. 28 września 1979 – Johnson City, Tennessee, USA – Freedom Hall Civic Center
30. 29 września 1979 – Charlotte, Karolina Północna, USA – Charlotte Coliseum
31. 30 września 1979 – Greenville, Karolina Południowa, USA – Greenville Memorial Auditorium
32. 2 października 1979 – Knoxville, Tennessee, USA – Knoxville Civic Coliseum
33. 3 października 1979 – Greensboro, Karolina Północna, USA – Greensboro Coliseum
34. 5 października 1979 – Jacksonville, Floryda, USA – Jacksonville Coliseum
35. 6 października 1979 – Birmingham, Alabama, USA – Bouthwell Memorial Auditorium
36. 7 października 1979 – Dothan, Alabama, USA – Dothan Civic Center
37. 8 października 1979 – Atlanta, Georgia, USA – Fox Theatre
38. 10 października 1979 – Columbia, Karolina Południowa, USA – Carolina Coliseum
39. 12 października 1979 – Norfolk, Wirginia, USA – Norfolk Arena
40. 13 października 1979 – Wheeling, Wirginia Zachodnia, USA – Wheeling Civic Center
41. 14 października 1979 – Charleston, Wirginia Zachodnia, USA – Charleston Civic Center
42. 16 października 1979 – Towson, Maryland, USA – Towson Center
43. 17 października 1979 – Buffalo, Nowy Jork – Shea's Performing Arts Center
44. 18 października 1979 – Cleveland, Ohio, USA – Public Auditorium
45. 19 października 1979 – Chicago, Illinois, USA – Aragon Ballroom
46. 20 października 1979 – Toledo, Ohio, USA – Toledo Sports Arena
47. 21 października 1979 – Columbus, Ohio, USA – St. John Arena
48. 26 października 1979 – Newcastle, Anglia – Mayfair Ballroom
49. 27 października 1979 – Glasgow, Szkocja – The Apollo
50. 28 października 1979 – Glasgow, Szkocja – The Apollo
51. 29 października 1979 – Manchester, Anglia – O2 Apollo Manchester
52. 30 października 1979 – Manchester, Anglia – O2 Apollo Manchester
53. 1 listopada 1979 – Hammersmith, Anglia – Hammersmith Apollo
54. 2 listopada 1979 – Hammersmith, Anglia – Hammersmith Apollo
55. 3 listopada 1979 – Hammersmith, Anglia – Hammersmith Apollo
56. 5 listopada 1979 – Liverpool, Anglia – Liverpool Empire Theatre
57. 6 listopada 1979 – Liverpool, Anglia – Liverpool Empire Theatre
58. 8 listopada 1979 – Stafford, Anglia – Bingley Hall
59. 9 listopada 1979 – Leicester, Anglia – De Montford Hall
60. 11 listopada 1979 – Bruksela, Belgia – Forest National
61. 12 listopada 1979 – Amsterdam, Holandia – Jaap Edenhal
62. 14 listopada 1979 – Hanower, Niemcy – Eilenriedehalle
63. 16 listopada 1979 – Essen, Niemcy – Grugahalle
64. 17 listopada 1979 – Kürchen, Niemcy – Kurnachtal-Halle
65. 19 listopada 1979 – Pasawa, Niemcy – Niderbeiernhalle
66. 21 listopada 1979 – Dortmund, Niemcy – Westfallenhalle
67. 23 listopada 1979 – Hamburg, Niemcy – Messehallen
68. 24 listopada 1979 – Monachium, Niemcy – Circus Krone Building
69. 25 listopada 1979 – Berno, Szwajcaria – Festhalle
70. 27 listopada 1979 – Ratyzbona, Niemcy – RT Halle
71. 28 listopada 1979 – Ravensburg, Niemcy – Oberschwabenhalle
72. 29 listopada 1979 – Hof, Niemcy – Freiheitshalle
73. 1 grudnia 1979 – Ludwigshafen, Niemcy – Friedrich-Ebert-Halle
74. 2 grudnia 1979 – Neunkirchen, Niemcy – Hemmerleinhalle
75. 3 grudnia 1979 – Berlin, Niemcy – Eissportahalle
76. 4 grudnia 1979 – Offenbach, Niemcy – Stadthalle Offenbach
77. 7 grudnia 1979 – Reims, Francja – Palais Des Sports
78. 8 grudnia 1979 – Lille, Francja - Foire Commerciale
79. 9 grudnia 1979 – Paryż, Francja – Pavillon de Paris (dwa koncerty)
80. 10 grudnia 1979 – Grenoble, Francja - Parc Expo
81. 12 grudnia 1979 – Clermont-Ferrand, Francja – Clermont-Ferrand Sports Hall
82. 13 grudnia 1979 – Montpellier, Francja - Palais Des Sports
83. 14 grudnia 1979 – Nicea, Francja – Théâtre de verdure de Nice
84. 15 grudnia 1979 – Nicea, Francja - Théâtre de verdure de Nice
85. 16 grudnia 1979 – Metz, Francja - Expo Hall
86. 17 grudnia 1979 – Londyn, Anglia – Hammersmith Apollo
87. 19 grudnia 1979 – Brighton, Anglia – Brighton Centre
88. 20 grudnia 1979 – Birmingham, Anglia – Birmingham Odeon
89. 21 grudnia 1979 – Birmingham, Anglia – Birmingham Odeon
90. 16 stycznia 1980 – Poitiers, Francja – Poitiers Arena
91. 17 stycznia 1980 – Bordeaux, Francja – Bordeaux Sports Palace
92. 18 stycznia 1980 – Tuluza, Francja - Muret
93. 19 stycznia 1980 – Lyon, Francja – Palais des Sports de Gerland
94. 20 stycznia 1980 – Rouen, Francja - nieznane miejsce koncertu
95. 21 stycznia 1980 – Nantes, Francja – Stade de la Beaujoire
96. 22 stycznia 1980 – Brest, Francja - Parc de Penfeld
97. 23 stycznia 1980 – Le Mans, Francja - La Rotonde
98. 25 stycznia 1980 – Newcastle, Anglia – Mayfair Ballroom
99. 27 stycznia 1980 – Southampton, Anglia – Mayflower Theatre (ostatni koncert z Bonem Scottem)
100. 7 lutego 1980 – Londyn, Anglia – występ w programie Top of the Pops
101. 10 lutego 1980 – Madryt, Hiszpania – występ w programie „Aplauso”